# 하바나 (영화)
《하바나》(영어: Havana)는 미국에서 제작된 1990년 드라마 영화이다. 시드니 폴랙이 연출했으며 제작에도 참여하였다. 로버트 레드퍼드 등이 출연하였다.

## 출연진
- 로버트 레드퍼드
- 레나 올린
- 앨런 아킨
- 토마스 밀리안
- 대니얼 데이비스
- 토니 플라나
- 베치 브랜틀리
- 리즈 커터
- 리처드 판즈워스
- 마크 라이델
- 리처드 포트노
- 카마인 커리디
- 라울 훌리아 (크레디트 미기재)

## 기타 제작진
- 미술: 테런스 마시
- 의상: 버니 폴랙